# Renaud Lachaise
Renaud Lachaise est un joueur français de volley-ball né le 12 mai 1991 à Limoges (Haute-Vienne). 
Il mesure 1,82 m et joue au poste de Passeur pour le club du Tours Volley-Ball.
Il est le fils de Laurence Lachaise, ancienne joueuse professionnelle au Paris UC et passeuse de l'équipe de France dans les années 1980, et de Gérard Lachaise, figure du volley-ball limougeaud.
Il fait ses débuts professionnels à l'âge de 19 ans, le 26 novembre 2010 à Toulouse face aux spacers lors d'une rencontre comptant pour la 6e journée du championnat de ligue A, il rentre en jeu à la suite de la blessure de Loïc de Kergret en cours de match et alors que le passeur titulaire Rafael Redwitz est également blessé.
Il sera à nouveau titulaire face à Cannes puis Paris Volley, connaissant la victoire à chaque fois.

## Clubs
| Club          | Pays   | De        | À |
| ------------- | ------ | --------- | - |
| Tours VB      | France | 2010-2011 | ? |
| Strasbourg VB | France | 2016-2017 | ? |

## Palmarès
- Championnat de France (3)
  - Vainqueur : 2012, 2013, 2014
- Coupe de France (3)
  - Vainqueur : 2011, 2013, 2014
- Supercoupe de France de volley-ball (1)
  - Vainqueur : 2012